# NK Naklo
El NK Naklo (en inglés: Naklo Football Club) fue un equipo de fútbol de Eslovenia que jugó en la Prva SNL, la primera división de fútbol en el país.

## Historia
Fue fundado en el año 1936 en el poblado de Naklo con el nombre SK Slovan, teniendo varios cambios de nombre en su historia:
- Športni klub Slovan (1936–1946)
- Fizkulturno društvo Naklo (1946–1952)
- TVD Partizan Naklo (1952–1990)
- NK Živila Naklo (1990–1995)
- NK Naklo (1995–2010)

En sus primeros años estuvo formando parte de las ligas eslovenas del Reino de Yugoslavia, donde logró algunas apariciones en la Liga de la República de Eslovenia principalmente entre los años 1950 y años 1960, pero sus mejores años los vivió cuando se da la desintegración de Yugoslavia en 1991, año en el que Eslovenia se declara país independiente.
En ese año fue uno de los equipos fundadores de la Prva SNL, la primera división nacional, en la cual jugó por cuatro temporadas consecutivas hasta que desciende en 1995. Posteriormente el club estuvo vagando entre la segunda y tercera división hasta que el club desaparece en 2010 luego de que la Asociación de Fútbol de Eslovenia no le diera la licencia de competición.

## Palmarés
- Cuarta División de Eslovenia: 1

2009–10